# Gilberto Bosques

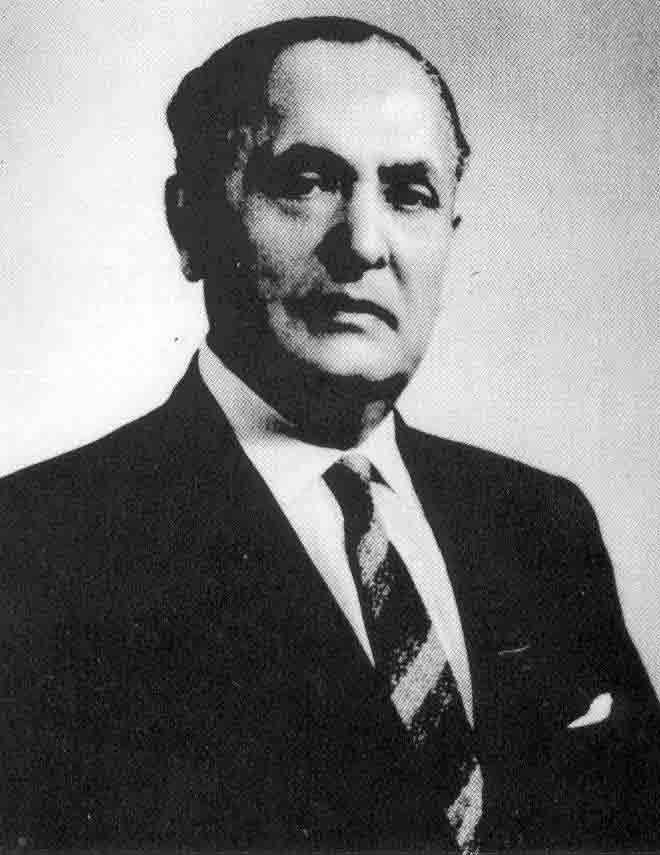
Gilberto Bosques

Gilberto Bosques Saldívar (Chiautla de Tapia, Puebla, México; 20 de julho de 1892 - Cidade do México, 4 de julho de 1995) foi um professor, jornalista, político e diplomata mexicano. O seu trabalho na França ocupada pela Alemanha Nazi, onde salvou a vida a mais de 30 mil refugiados, tem sido relacionada com a do cônsul português Aristides de Sousa Mendes e com a do empresário alemão Oskar Schindler,.